# Astragalus kirghisorum
Astragalus kirghisorum är en ärtväxtart som beskrevs av Nikolai Fedorovich Gontscharow. Astragalus kirghisorum ingår i släktet vedlar, och familjen ärtväxter. Inga underarter finns listade i Catalogue of Life.